# North American B-45 Tornado
North American B-45 Tornado je bil prvi operativni reaktivni bombnik ameriškega vojnega letalstva. B-45 je bil kratek čas pomemben jedrski bombnik USAF, vendar ga je kmalu nasledil sposobnejši Boeing B-47 Stratojet. 
Razvoj B-45 se je začel leta 1944, kot odgovor na nemški Arado Ar 234. North American je 8. septembra 1944 začel z gradnjo treh prototipov z oznako »NA-130«. 

## Specifications (B-45A)
Splošne karakteristike
- Posadka: 4: dva pilota, bombardir/navigator in operater strojnice v repu
- Dolžina: 75 ft 4 in (22,96 m)
- Razpon kril: 89 ft 0 in (27,14 m)
- Višina: 25 ft 2 in (7,67 m)
- Površina kril: 1125 ft² (104,5 m²)
- Teža praznega letala: 45694 lb (20726 kg)
- Naložena teža: 81418 lb (36930 kg)
- Maks. vzletna teža: 110000 lb (49900 kg)
- Pogon letala: 4 × General Electric J47-GE-13[4] turboreaktivni motor, 5200 lbf (25 kN) vsak

 Zmogljivost 
- Maks. hitrost: 570 mph (500 vozlov, 920 km/h)
- Doseg: 1000 milj (870 nmi, 1610 km)
- Višina leta: 46400 ft (14100 m)
- Hitrost vzpenjanja: 5950 ft/min (1810 m/min)
- Obremenitev kril: 72,37 lb/ft² (353,4 kg/m²)
- Razmerje potisk/teža: 0,26

Oborožitev

- Strelno orožje: 2 × .50 in (12.7 mm) M3 strojnice
- Bombe: 10 000 kg

## Biblioografija
- Frederiksen, John C. (2009). The B-45 Tornado: An Operational History of the First American Jet Bomber. Jefferson, North Carolina: McFarland. ISBN 978-0-7864-4278-2.